# Seltjarnarnes
Seltjarnarnes (udt: sell-tjardnar-nes) er en by og kommune vest for Reykjavík i Island. Kommunen der ligger yderst på halvøen havde i december 2006 4.467 indbyggere. Seltjarnarneshreppur afholdt sit første kommunevalg i 1875. Før den tid omfattede det gamle Seltjarnarneshreppur hele næsset mellem fjordene Kollafjörður og Skerjafjörður (det vil sige hovedparten af Reykjavík). Dele af Kópavogur hørte indtil 1948 ligeledes til Seltjarnarneshreppur, og fra januar 1948 har kommunen det samme område som i dag.
Seltjarnarnes fik sine købstadsrettigheder den 29. marts 1974.
Sjálfstæðisflokkurinn har siden 1962 haft flertal i byrådet Ved det sidste kommunevalg i 2006 fik partiet 67,2% af stemmerne og 5 ud af 7 medlemmer af rådet. Borgmesteren er Ásgerður Halldórsdóttir.
I 2004 blev de to folkeskoler Mýrarhúsaskóli (1.-6. klasse) og Valhúsaskóli (7.-10. klasse) til Folkeskolen Seltjarnarness med ca. 750 elever fra 1. til 10. klasse. Folkeskolen, bibliotek, musikskole, børnehaver, Idrætscenter, plejehjem og lægecenteret ligger i det samme område.
Idrætscenteret har svømmehal, sportshal, fitnescenter og flere udendørs fodboldbaner og mod øst i nærheden af Grotta er der en golfbane.
Seltjarnarnes Kirke der blev indviet 1989 er bygget af beton og limtræ, med stålplader som tag og limtræ som indvendig er beklædt med fyrretræ.
Der er fra 7:00-24:00 ca. hver halve time busforbindelse til Reykjavík.

## Seværdigheder
- Medicinmuseet Nesstofa befinder sig i den vestlige del af byen. Bygningerne stammer fra omkring 1763 og var indtil 1876 medicinsk faghøjskole.
- Det farmaceutiske museum Lyfjafræðisafn ligger ved siden af Nesstofa. Der er der blandt andet udstillet et apotek fra århundredeskiftet.
- Nord for halvøen ligger den lille ø Grotta som foruden at have et fyrtårn bygget 1897, er et yngleområde for mange fuglearter. Øen er forbundet med halvøen med en landtange, som er oversvømmet under højvande.